# Elecciones generales de Bélgica de 1845
Las elecciones generales de Bélgica de 1845 se realizaron el 10 de junio de ese año para renovar 48 de los 95 escaños de la Cámara de Representantes . La participación electoral decayó a 77,0%, habiendo solo 22.771 personas habilitadas para votar.
Bajo el sistema alterno, las elecciones solo se realizaron en cinco de las nueve provincias del país: Amberes, Brabante, Luxemburgo, Namur y Flandes Occidental. No hubo elecciones al Senado ese año.

## Resultados

### Cámara de Representantes
| Partido            | Votos | % | Escaños |
| ------------------ | ----- | - | ------- |
| Católicos          |       |   | 29      |
| Liberales          |       |   | 19      |
| Independientes     |       |   | 0       |
| Total              |       |   | 48      |
| Sternberger y col. |       |   |         |